# Phoma grovei
Phoma grovei är en lavart som beskrevs av Berl. & Voglino 1885. Phoma grovei ingår i släktet Phoma, ordningen Pleosporales, klassen Dothideomycetes, divisionen sporsäcksvampar och riket svampar.   Inga underarter finns listade i Catalogue of Life.